# Sungai Liput
Sungai Liput is een bestuurslaag in het regentschap Aceh Tamiang van de provincie Atjeh, Indonesië. Sungai Liput telt 2133 inwoners (volkstelling 2010).